# Pottawatomie megye (Oklahoma)
Pottawatomie megye az Amerikai Egyesült Államokban, azon belül Oklahoma államban található. Megyeszékhelye és legnagyobb városa Shawnee. Lakosainak száma 72 454 fő (2020. április 1.). Pottawatomie megye Lincoln, Oklahoma, Okfuskee, Seminole, Pontotoc, McClain és Cleveland megyékkel határos.

## Népesség
A megye népességének változása:
| Lakosok száma | 69 640 | 70 215 | 70 706 | 71 158 | 71 875 | 72 454 |
|               | 2010   | 2011   | 2012   | 2013   | 2015   | 2020   |